# Jan Hörl
Jan Hörl (Schwarzach im Pongau, 16 de octubre de 1998) es un deportista austríaco que compite en salto en esquí.
Participó en los Juegos Olímpicos de Pekín 2022, obteniendo una medalla de oro en el trampolín grande por equipo (junto con Stefan Kraft, Daniel Huber y Manuel Fettner).
Ganó seis medallas en el Campeonato Mundial de Esquí Nórdico entre los años 2021 y 2025.
En los Juegos Europeos de Cracovia 2023 consiguió tres medallas, oro en trampolín normal por equipo mixto y plata en trampolín normal individual y trampolín grande individual.

## Palmarés internacional
| Juegos Olímpicos   | Juegos Olímpicos      | Juegos Olímpicos  | Juegos Olímpicos         |
| Año                | Lugar                 | Medalla           | Prueba                   |
| ------------------ | --------------------- | ----------------- | ------------------------ |
| 2022               | Pekín (China)         | Medalla de oro    | TG por equipo            |
| Campeonato Mundial |                       |                   |                          |
| Año                | Lugar                 | Medalla           | Prueba                   |
| 2021               | Oberstdorf (Alemania) | Medalla de plata  | TG por equipo            |
| 2023               | Planica (Eslovenia)   | Medalla de bronce | TG por equipo            |
| 2025               | Trondheim (Noruega)   | Medalla de plata  | TG individual            |
| 2025               | Trondheim (Noruega)   | Medalla de plata  | TG por equipo            |
| 2025               | Trondheim (Noruega)   | Medalla de bronce | TN individual            |
| 2025               | Trondheim (Noruega)   | Medalla de bronce | TG por equipo mixto      |
| Juegos Europeos    |                       |                   |                          |
| Año                | Lugar                 | Medalla           | Prueba                   |
| 2023               | Zakopane (Polonia)    | Medalla de oro    | TN por equipo mixto (EV) |
| 2023               | Zakopane (Polonia)    | Medalla de plata  | TN individual (EV)       |
| 2023               | Zakopane (Polonia)    | Medalla de plata  | TG individual (EV)       |